# Экзотические птицы

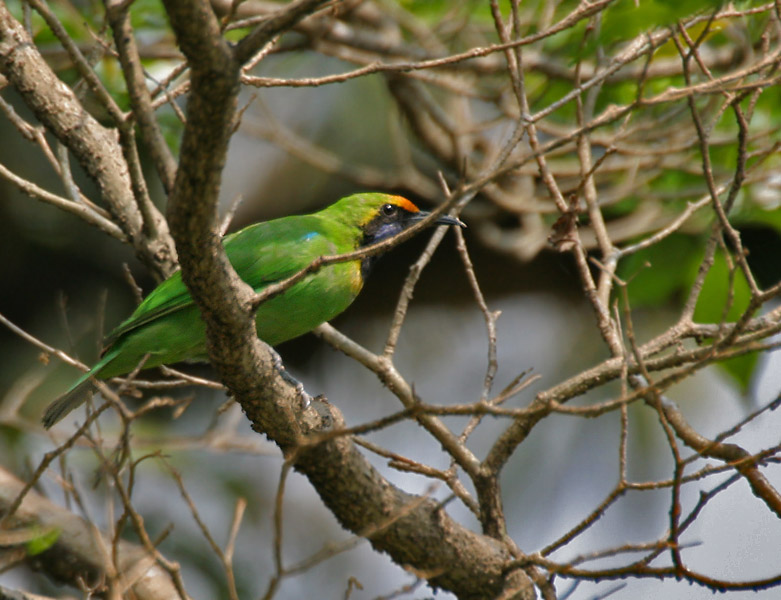
Золотистолобая листовка

Экзотические птицы (фр. Oiseaux exotiques) ― произведение Оливье Мессиана для фортепиано и небольшого оркестра. Было написано в период с 5 октября 1953 года по 3 января 1956 года по заказу Пьера Булеза. Посвящено Ивонне Лорио.
Произведение длится около 16 минут.
С помощью музыкальных средств Мессиан изображает таких птиц Азии и Америки, как золотистолобая листовка, балтиморская иволга, луговой тетерев, многоголосый пересмешник, кошачий пересмешник, индийский чекан, белохохлая кустарница, странствующий дрозд (его пению подражают два кларнета), дрозд Свенсона, дрозд-отшельник и др. 

## Состав оркестра
- Клавишные
  - фортепиано
- Деревянные духовые
  - флейта-пикколо
  - 2 флейты
  - гобой
  - 4 кларнета
  - кларнет ми-бемоль
  - бас-кларнет
  - фагот
- Медные духовые
  - 2 валторны
  - труба
- Ударные
  - колокольчики
  - ксилофон
  - 6 перкуссионистов